# Cochinchinese piaster
De Cochinchinese piaster was de munteenheid van Frans-Cochinchina tussen 1878 en 1885 toen het vervangen werd door de Frans-Indochinese piaster nadat de Unie van Indochina was opgericht als een verenigde koloniale administratie over de andere Franse koloniën in het Verre Oosten wat de protectoraten Annam, Tonkin, Cambodja en Laos onder één bestuur bracht op 22 december 1885.

## Geschiedenis
Tot 1878 gebruikte alle Franse koloniën de Franse frank als hun valuta wat toen de gouden standaard gebruikte, maar het monetair beleid dat de koloniale autoriteit van Cochinchina voerde probeerde de balans tussen de handel met Europa waar de gouden standaard heerste en Azië waar de zilveren standaard geprefereerd was. Om dit probleem op lossen introduceerden de Fransen de Cochinchinese piaster die op de zilveren standaard gebaseerd was en niet gekoppeld was aan de Franse frank wat Frans-Cochinchina en later de andere koloniën van de Unie van Indochina apart zette naast de Afrikaanse en Pacifische koloniën die geen munteenheden apart van de Franse frank hadden totdat de CFA-frank en CFP-frank na de Tweede Wereldoorlog werden geïntroduceerd.

## Munten
1878: Koperen sapèque (1/1000 piaster)
Deze munt werd geslagen in het munthuis van Bordeaux in Frankrijk, gat werd in de munt geslagen in het arsenaal van Saigon.
1879: Koperen sapèque (1/500 piaster), 1 cent;
Zilveren 10 cent, 20 cent, 50 cent, 1 piaster (Essai)
Deze serie werd geslagen door de Monnaie de Paris in Parijs.
1884: Koperen 1 cent;
Zilveren 10 cent, 20 cent, 50 cent.
Deze serie werd eveneens geslagen door de Monnaie de Paris in Parijs.
1885: Alle denominaties werden in proof-kwaliteit geslagen en er was maar een kleine kwantiteit geproduceerd.
De sapèque was de Franse koloniale versie van de kèpèng, zoals de munten van de Vietnamese văn die de Fransen de lokale Nguyễn keizers toestond om te blijven slaan als imitatie van de Chinese kèpèngs, deze munten waren rond en hadden een vierkant gat met inscripties geschreven in traditionele Chinese karakters, de Franse versies van deze munten hadden zowel inscripties in het Frans als in het Vietnamees (geschreven in het Chinees) en in plaats van dat deze munten gegoten werden waren zij machinaal geproduceerd.
Grotere koperen centime-munten en zilveren munten van Frans-Cochinchina hadden allemaal een afbeelding van de nationale personificatie van Frankrijk van de Grootzegel van Frankrijk, zoals op de grootzegel droeg zij fasces in haar rechterhand en leunde zij haar linkerhand op een roer, de munten voegde nog verder een anker en rijstplanten in de achtergrond van het symbool toe. Jacques-Jean Barre graveerde de grootzegel en zijn zoon A. Barre ontwierp deze munt, om deze reden staat de naam "BARRE" op de voet van de nationale personificatie van Frankrijk op de munten. Het muntteken "A" van de Monnaie de Paris is op elke munt zichtbaar en de muntmeestertekens van verschillende muntmeesters en hoofd-graveerders verschenen op de munten wat per elke serie verschilde.

## Bankbiljetten
Er waren bankbiljetten van 5, 20 en 100 dollars/piasters uitgegeven door de Banque l'Indochine waarvan deze ontwerpen later werden herbruikt op de bankbiljetten van de Frans-Indochinese piaster. De bankbiljetten van de Frans-Cochinchinese piaster zijn zeer zeldzaam omdat er niet veel van gedrukt zijn.